# Aji Santoso
Aji Santoso (Malang, Indonesia; 6 de abril de 1970) es un exfutbolista y entrenador de fútbol de Indonesia que jugaba en la posición de defensa. Actualmente es el entrenador del Persebaya Surabaya de la Liga 1 de Indonesia.

## Carrera

### Club
| Periodo   | Club               |
| --------- | ------------------ |
| 1987–1995 | Arema Malang       |
| 1995–1999 | Persebaya Surabaya |
| 1999–2000 | PSM Makassar       |
| 2001      | Persema Malang     |
| 2002–2004 | Arema Malang       |

### Selección nacional
Jugó para Indonesia en 43 ocasiones de 1990 al 2000 y anotó seis goles; participó en la Copa Asiática 2000.

### Entrenador
| Periodo   | Club                     |
| --------- | ------------------------ |
| 2005-2006 | Indonesia sub–17         |
| 2006      | Persiko Kota Baru        |
| 2006-2007 | Pra PON Jatim            |
| 2007      | POMNAS Jatim             |
| 2007      | Persekam Metro FC        |
| 2008      | PON Jatim                |
| 2008–2009 | POM ASEAN                |
| 2009      | Persik Kediri            |
| 2009      | Persebaya Surabaya       |
| 2009–2010 | Persisam Putra Samarinda |
| 2010      | Persema Malang           |
| 2010–2011 | Persebaya 1927           |
| 2012      | Indonesia sub-23         |
| 2012      | Indonesia                |
| 2012-2013 | Indonesia sub-23         |
| 2015      | Indonesia sub-23         |
| 2017      | Arema Malang             |
| 2017-2019 | Persela Lamongan         |
| 2019      | PSIM Yogyakarta          |
| 2019-     | Persebaya Surabaya       |

## Logros

### Jugador
Arema Malang
- Galatama: 1992–93
- Liga Indonesia First Division: 2004

Persebaya Surabaya
- Liga Indonesia Premier Division: 1996–97

PSM Makassar
- Liga Indonesia Premier Division: 1999–2000

Indonesia
- Southeast Asian Games: 1991

### Entrenador
Persebaya Surabaya
- Liga Primer Indonesia: 2011
- Copa del Gobernador de Java Oriental: 2020[1]

Arema
- Indonesia President's Cup: 2017[2]

### Individual
- Entrenador del Mes de la Liga 1: octubre 2021,[3] Diciembre 2021[4]
- Mejor Entrenador de la Liga 1: 2021–22

## Estadísticas

### Goles con selección nacional
| # | Fecha     | Sede                                             | Rival         | Marcador | Resultado | Torneo                          |
| - | --------- | ------------------------------------------------ | ------------- | -------- | --------- | ------------------------------- |
| 1 | 21-9-1997 | Gelora 10 November Stadium, Surabaya, Indonesia  | Nueva Zelanda | 2–0      | 5–0       | Amistoso                        |
| 2 | 29-8-1998 | Thong Nhat Stadium, Ho Chi Minh City, Vietnam    | Birmania      | 1–1      | 6–2       | 1998 Tiger Cup                  |
| 3 | 31-8-1998 | Thong Nhat Stadium, Ho Chi Minh City, Vietnam    | Tailandia     | 2–1      | 2–3       | 1998 Tiger Cup                  |
| 4 | 5-9-1998  | Thong Nhat Stadium, Ho Chi Minh City, Vietnam    | Tailandia     | 2–1      | 3–3       | 1998 Tiger Cup                  |
| 5 | 3-9-2000  | Senayan Stadium, Yakarta, Indonesia              | Irak          | 1–0      | 3–0       | Copa Independencia de Indonesia |
| 6 | 6-11-2000 | 700th Anniversary Stadium, Chiang Mai, Tailandia | Filipinas     | 1–0      | 3–0       | 2000 Tiger Cup                  |